# 에른스트 린데만
오토 에른스트 린데만(Otto Ernst Lindemann: 1894년 3월 28일 – 1941년 5월 27일)은 독일의 해군 장교이다. 제2차 세계 대전 당시 전쟁해군에서 주력함장(대령급)까지 복무했다.
비스마르크 전함에서 놀라운 지휘로 영국의 군함들을 격파및 손상시켰지만 여러 다른사람들의 실수와 제공권 열세로 격파당했다.
1913년 독일 제국해군에 입대하여 제1차 세계 대전 당시 무선전신병으로 여러 군함을 거쳤다. SMS 바이에른에 탑승 근무할 당시 알비온 작전에 참여하기도 했다(1917년). 1차 세계대전이 끝난 뒤에는 여러 참모직 및 함포훈련 보직을 거쳤다. 제2차 세계 대전이 발발한지 1년 뒤, 당시 세계 최대의 전함이자 전쟁해군의 자부심이었던 정규전함 비스마르크의 함장으로 임명된다.
포술의 대가였던 그는 비스마르크를 지휘하여 후드호를 격침시키는 성과에 한 몫을 한다.
1941년 5월, 라인 연습 작전 당시 전함 비스마르크와 중순양함 프린츠 오이겐으로 이루어진 기동전단에서 린데만도 비스마르크 함장으로 참여했다. 기동전단장 귄터 뤼첸스 제독도 비스마르크에 승선했다. 기동전단은 대서양의 영국 상선을 공격하라는 명령을 받고 폴란드의 정박지에서 출항했다. 이후 첫 전투인 덴마크 해협 해전에서 영국 순양전함 HMS 후드를 격침시키는 성과를 거둔다. 하지만 그로 인해 영국 함대에게 존재를 들키게 되고 뤼첸스 제독에게 임무 중단과 복귀를 요청했으나 수락되지 않았다. 뤼첸스의 명령으로 항해를 계속하던 비스마르크는 1주일 뒤인 5월 27일, 비스마르크 추격전의 막바지에 스스로 자침하면서 에른스트 린데만 대령은 대부분의 승무원들과 함께 비스마르크와 수장되었다.

## 생애
린데만은 1894년 태어났고, 1913년에 독일 제국해군에 입대하기 위해 사관학교에 들어갔다.
그는 사관학교에 있던 도중에 제 1차 세계 대전이 발발하자 전쟁에 잠시 투입되었다가 무선전신병 임무를 위해 잠시 후방으로 교육받으러 빠진다.
그러나 그는 이후 다시 전장으로 복귀하지만, 얼마 지나지 않아 독일 제국은 전쟁에서 패전하고, 린데만은 군대 감축에서 살아남았다.
그는 한때 베를린에서 가수로 일하던 샬럿 웨일과 1920년 결혼하였으나, 린데만의 해군 장교라는 직업의 특성상 가장 역할을 제대로 하지 못했다.
결국 1932년에 이혼하였다.
그는 1933년에 힐데가르트와 재혼했는데, 그녀는 린데만보다 13살 어렸다.

## 독일 해군 복무 기간
린데만이 해군에서 한창 복무중일 1933년, 아돌프 히틀러가 이끄는 나치당이 독일을 장악하였다.
얼마 후 독일 국가해군은 전쟁해군으로 이름이 바뀌었다.
1931년부터 1934년까지 린데만은 킬에 있는 해군 포술 대학에 있었다.
에른스트 린데만은 1932년 4월 1일 소령이 되었다.
그는 1934년에 중순양함 아드미랄 셰어의 건조를 감독하라는 명령을 받았다.
아드미랄 셰어의 취역 이후, 그는 그 함선의 포술장교가 되었다. 그에 따라 린데만은 모든 무기에 관련된 책임을 맡게 되었다.
에른스트 린데만 소령이 승선한 아드미랄 셰어는 1936년 첫 출항을 하였고, 린데만은 그해 10월 1일에 중령으로 진급하였다.
에른스트 린데만은 해군 포술 대학에서의 사령관직을 맡았는데, 이 때문에 그가 적과 대면할 일이 없다는 것에 분노하였다.
그래서 그가 새롭게 취역하게 되는 전함 비스마르크의 지휘관이 되었음을 통지받았을 때 그는 상당히 자부심을 느꼈지만 또한 전쟁이 끝날 때까지 비스마르크를 제대로 지휘할 수 있을지에 대한 고민도 하게 되었다.
린데만은 모든 함선 지휘관들 중 상당히 특이한 경우였다. 그는 함장 임무를 맡아본 적이 없었기 때문이다. 해군 포술 대학 등에서 여러 차례 참모직을 거친 엘리트 해군 장교이기는 했지만 현장 지휘에는 그럴듯하게 자신은 없었다고 말했다.
그러나, 린데만은 독일 해군 전체를 통틀어서 포격전술에 가장 능한 장교였다. 그리고 그 걱정은 쓸데없는 것으로 드러났다.
그가 지휘하는 수병들은 하나같이 린데만을 좋은 선장이라고 표현했고, 부하들을 잘 대해 줬다고 비스마르크의 생존자들이 나중에 진술했다.

## 비스마르크의 함장
기대와 걱정을 한번에 안은 채로, 1940년 비스마르크의 완성 직전 린데만은 함부르크의 블롬 블루스 포스 조선소에 도착하였다. 비스마르크는 1936년 기공하여 1939년 2월 14일에 진수되었다.
비스마르크는 1940년 9월 28일 킬 운하를 통과하였다. 발트 해에서 여러 가지 시험을 거친 후 1941년 비스마르크는 라인 연습 작전에 참가하였다.
린데만 함장은 비스마르크가 덴마크 해협에서 영국 함선 2척에 의해 포격을 당했지만 루첸스 제독이 응사하라고 명령을 내리지 않자,
이렇게 말하면서 루첸스의 응답을 기다리지 않고 명령했다.
"내 지휘하의 전함에 포탄이 떨어지는 걸 보고만 있을 수는 없다. 발포하라!"
그는 관망탑으로 가서 전투를 직접 지휘했으며, 후드에 명중탄을 날리고 전함 프린스 오브 웨일스를 반파시키게 만들고 구축함들과 여러 군함을 손상시킨 장본인이었다.
비스마르크는 결국 그 작전에서 최후를 맞았으며, 린데만 대령의 시신은 거의 모든 승무원들의 시신처럼 발견되지 않았다.
린데만 함장은 최후의 전투 직전 관망탑에서 마지막으로 목격되었다.
그 이후 전투 도중 포탄이 사령탑을 때렸다.
이후 린데만의 생존 여부에 대해 의견이 분분하다.
지휘관 대부분은 360mm의 장갑으로 보호된 사령탑 안에 있었다. 포탄 여러 발이 연속해서 그곳을 때리는 바람에 장갑이 뚫리고 함장 집무실은 박살났다.
큰 폭발이 안에서 일어난 것으로 추측된다. 이때 린데만이 그곳에 있었다면 모든 지휘관들은 전멸한 것이 된다.
린데만 함장 이외의 수뇌부는 영국 함대의 추격을 받은 이후부터 거의 밖으로 나오질 않았기 때문이다.
그러나 사령탑이 포격당한 이후에, 비스마르크의 포술 장교들 가운데 한 사람이, 비스마르크의 갑판 위에 수십 명의 수병들에게 명령을 내리고 있는 하얀색 모자를 착용한 장교를 봤다고 했다.
모든 독일 해군 함정에서, 흰색 모자는 오직 지휘관만이 착용할 수 있었다.
함대 부관이 함께 죽겠다고 남으려 했지만, 린데만은 그를 설득하려 했다. 하지만 설득에 굴복하지 않자, 린데만은 포기하고 자신은 계속 매달렸다. 하지만 비스마르크가 전복되면서, 부관은 바다로 추락했고, 린데만은 그대로 갑판에 매달린 채 가라앉았다.
1942년 1월 6일 아내 힐데가르트 린데만에게 기사십자 철십자장이 사후 추서 형태로 전달되었다.
| 전임 (진수) | 제1대 정규전함 비스마르크 함장(Captain of Warship Bismarck) 1940년 8월 - 1941년 5월 27일 | 후임 (침몰) |